# Возвращение нонконформиста
«Возвраще́ние нонконформи́ста» — документальный фильм 2011 года о художнике и поэте Олеге Прокофьеве.

## Участники фильма
В фильме принимали участие: вдова Олега Прокофьева Франсес Прокофьева, дочь художника Анастасия Прокофьева, сын Габриэль Прокофьев, подруга матери Камиллы Грей Габриэлла Джонс; искусствовед Ольга Мамонова, художник Уильям Бруй, композитор Дмитрий Смирнов, композитор Елена Фирсова, художник Юрий Злотников, искусствовед Венедикт Рид, сотрудник посольства Великобритании в СССР в 1960-е годы Джефри Марелл, профессор живописи Университета г. Линдс Барри Герберт, актриса Каролина Блэкистон.

## Награды
- 2011 — Победитель в номинации «Отцы и дети» XII Международного телекинофорума, Ялта[1]
- 2011 — Приз в номинации «Документальный фильм» Международного фестиваля документальных фильмов «Кинолетопись», Киев
- 2012 — 1 место в номинации «Документальный фильм» Международного телевизионного конкурса социальных программ и фильмов для молодёжи «Я — человек», Оренбург
- 2013 — Гран-при I Международного фестиваля документальных, игровых и телевизионных фильмов «Славянская сказка», София[2]